# Неголь
Неголь (Limnodromus) — рід сивкоподібних птахів родини баранцевих (Scolopacidae). Включає три види. Два види гніздяться в Північній Америці, а один — на північному сході Азії.

## Опис
За формою тіла та дзьоба, а також червонуватою нижньою частиною влітку вони нагадують грициків, але мають набагато коротші ноги, більше схожі на баранців.

## Види
- Неголь короткодзьобий (Limnodromus griseus)
- Неголь довгодзьобий (Limnodromus scolopaceus)
- Неголь азійський (Limnodromus semipalmatus)